# Ванюши
Ванюши — деревня в Красноармейском районе Челябинской области России. Входит в состав Берёзовского сельского поселения.

## География
Деревня находится на северо-востоке Челябинской области, в лесостепной зоне, на северо-западном берегу озера Сыкандык, на расстоянии 6 километров (по прямой) к югу от села Миасского, административного центра района. Абсолютная высота 180 метров над уровнем моря.

## Население
| 2002 | 2010 |
| ---- | ---- |
| 69   | ↗81  |

Гендерный состав
По данным Всероссийской переписи населения 2010 года в гендерной структуре населения мужчины составляли 51,9 %, женщины — 48,1 %.
Национальный состав
Согласно результатам переписи 2002 года, в национальной структуре населения русские составляли 99 %.

## Транспорт
Действует одноимённый остановочный пункт Южно-Уральской железной дороги на Транссибе.

## Улицы
Уличная сеть деревни состоит из двух улиц.